# Mortes em outubro de 2015
Mortes em 2015: ← Janeiro – Fevereiro – Março – Abril – Maio – Junho – Julho – Agosto – Setembro – Outubro – Novembro – Dezembro →
Esta é uma relação de pessoas notáveis que morreram durante o mês de outubro de 2015, listando nome, nacionalidade, ocupação e ano de nascimento.

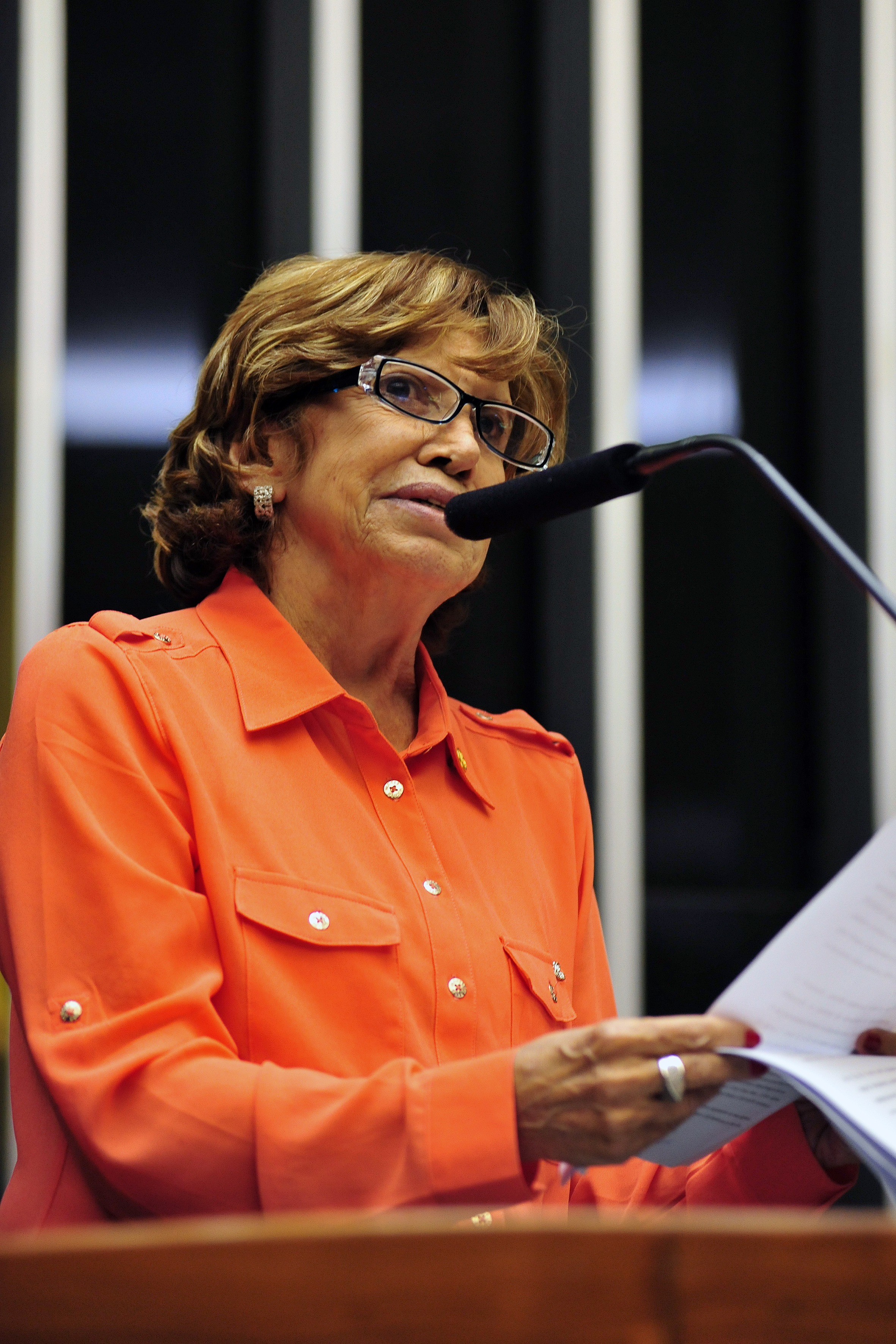
Maria Lúcia Prandi, professora e política brasileira.

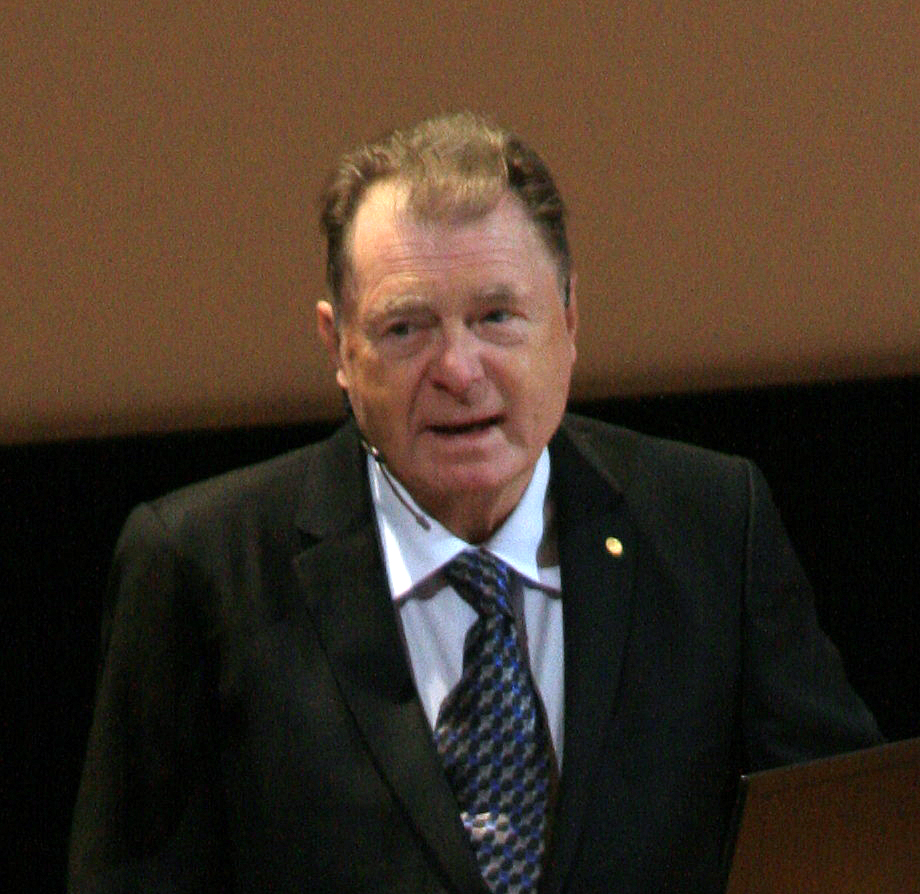
Richard Heck, químico estadunidense.

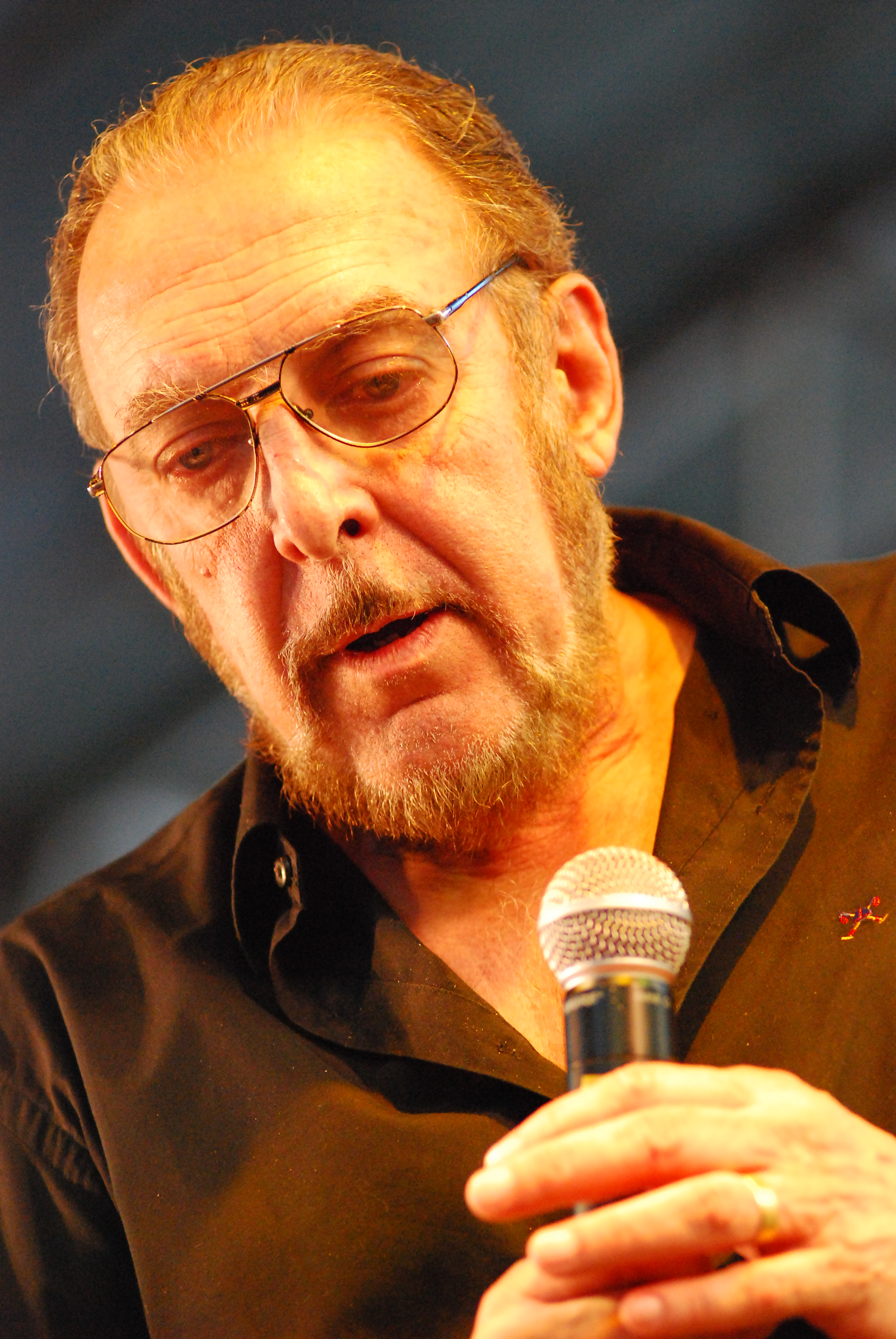
Luis Carlos Miele, produtor e ator brasileiro.

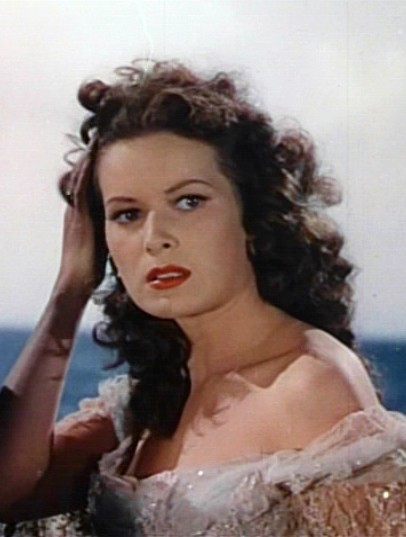
Maureen O'Hara, atriz irlandesa.

| Dia | Nome                           | Profissão ou motivo de reconhecimento                   | País de nascimento            | Ano de nasc. | Ref           |
| --- | ------------------------------ | ------------------------------------------------------- | ----------------------------- | ------------ | ------------- |
| 2   | Brian Friel                    | Dramaturgo                                              | Irlanda do Norte              | 1929         | [ 1 ]         |
| 2   | Eric Arturo Delvalle           | Político                                                | Panamá                        | 1937         | [ 2 ]         |
| 3   | José Vilhena                   | Cartunista                                              | Portugal                      | 1927         | [ 3 ]         |
| 3   | João Leithardt Neto            | Futebolista                                             | Brasil                        | 1958         | [ 4 ]         |
| 4   | José Eduardo Dutra             | Politico                                                | Brasil                        | 1957         | [ 5 ]         |
| 5   | Henning Mankell                | Escritor                                                | Suécia                        | 1948         | [ 6 ]         |
| 5   | Carlos, Duque de Calábria      | Nobre                                                   | Suíça / Espanha               | 1938         | [ 7 ]         |
| 5   | Chantal Akerman                | Cineasta                                                | Bélgica                       | 1950         | [ 8 ]         |
| 5   | Grace Lee Boggs                | Escritora,filósofa e ativista                           | Estados Unidos                | 1915         | [ 9 ]         |
| 7   | Dominique Dropsy               | Futebolista                                             | França                        | 1951         | [ 10 ] [ 11 ] |
| 7   | Maria Lúcia Prandi             | professora e política                                   | Brasil                        | 1944         | [ 12 ]        |
| 7   | Ângelo da Cunha Pinto          | Farmacêutico e professor                                | Portugal/ Brasil              | 1948         | [ 13 ]        |
| 7   | Harry Gallatin                 | Jogador de basquete                                     | Estados Unidos                | 1927         | [ 14 ]        |
| 8   | Jim Diamond                    | Cantor                                                  | Escócia                       | 1951         | [ 15 ]        |
| 9   | Cláudia Barroso                | Cantora                                                 | Brasil                        | 1932         | [ 16 ]        |
| 9   | Ben Abraham                    | Escritor e jornalista                                   | Polónia/ Brasil               | 1924         | [ 17 ]        |
| 10  | Richard Heck                   | Químico                                                 | Estados Unidos                | 1931         | [ 18 ]        |
| 11  | Steve Mackay                   | Saxofonista                                             | Estados Unidos                | 1949         | [ 19 ]        |
| 14  | Luís Carlos Miele              | Produtor musical, compositor, apresentador de TV e ator | Brasil                        | 1938         | [ 20 ]        |
| 14  | Mathieu Kérékou                | Ex-presidente                                           | Benim                         | 1933         | [ 21 ]        |
| 14  | António da Silva               | Chef de cozinha e personalidade televisiva              | Portugal                      | 1934         | [ 22 ]        |
| 15  | Carlos Alberto Brilhante Ustra | Militar torturador                                      | Brasil                        | 1932         | [ 23 ]        |
| 17  | Danièle Delorme                | Atriz                                                   | França                        | 1926         | [ 24 ]        |
| 18  | Franklin April                 | Futebolista                                             | Namíbia                       | 1984         | [ 25 ]        |
| 19  | Ena Kadić                      | Modelo                                                  | Bósnia e Herzegovina/ Áustria | 1989         | [ 26 ]        |
| 20  | Yoná Magalhães                 | Atriz                                                   | Brasil                        | 1935         | [ 27 ]        |
| 20  | Edilmar Norões                 | Jornalista e radialista                                 | Brasil                        | 1935         | [ 28 ]        |
| 23  | Lyubov Tyurina                 | Jogadora de vôlei                                       | Rússia                        | 1943         | [ 29 ]        |
| 23  | Murphy Anderson                | Quadrinista                                             | Estados Unidos                | 1926         | [ 30 ]        |
| 23  | Bill Keith                     | Banjoísta                                               | Estados Unidos                | 1943         | [ 31 ]        |
| 24  | Maureen O'Hara                 | Atriz                                                   | Irlanda/ Estados Unidos       | 1920         | [ 32 ]        |
| 24  | Ján Chryzostom Korec           | Cardeal                                                 | Eslováquia                    | 1924         | [ 33 ]        |
| 25  | Elmo Braz Soares               | Jurista e político                                      | Brasil                        | 1943         | [ 34 ]        |
| 26  | Leo Kadanoff                   | Físico                                                  | Estados Unidos                | 1937         | [ 35 ]        |
| 27  | Ada Chaseliov                  | Atriz                                                   | Brasil                        | 1952         | [ 36 ]        |
| 28  | Nicolás Fuentes                | Futebolista                                             | Peru                          | 1941         | [ 37 ]        |
| 28  | Jorge Scarso                   | Bispo                                                   | Itália                        | 1916         | [ 38 ]        |
| 29  | Ranko Žeravica                 | Treinador de basquete                                   | Sérvia                        | 1929         | [ 39 ]        |
| 30  | Willis Carto                   | Político e advogado                                     | Estados Unidos                | 1926         | [ 40 ]        |
| 30  | Lucídio Portela Nunes          | Político                                                | Brasil                        | 1922         | [ 41 ]        |